# Такаяма Ріка
Ріка Такаяма (27 серпня 1994) — японська дзюдоїстка, срібна призерка Олімпійських ігор 2024 року, чемпіонка Азії та призерка Азійських ігор.

## Виступи на Олімпіадах
| Олімпіада  | Дисципліна      | Місце |
| ---------- | --------------- | ----- |
| Париж 2024 | до 78 кг        | 5     |
| Париж 2024 | змішана команда | 2     |

## Зовнішні посилання
- Такаяма Ріка на сайті International Judo Federation (англійська)
- Такаяма Ріка на сайті JudoInside.com (англійська)
- Такаяма Ріка на сайті AllJudo.net (французька)